# Лотошинская волость
Лотошинская волость — волость в составе Волоколамского уезда Московской губернии. Образована в 1919 году и существовала до 1929 года. Центром волости было село Лотошино.
В состав Лотошинской волости вошли 15 селений Кульпинской волости Волоколамского уезда Московской губернии, 2 селения Ошейкинской волости Волоколамского уезда и 5 селений Федосовской волости Старицкого уезда Тверской губернии.
По данным 1922 года в Лотошинской волости было 8 сельсоветов: Гавриловский, Горский, Лотошинский, Ново-Лисинский, Новошинский, Поречьенский, Старо-Лисинский, Ушаковский.
В 1924 году Старо-Лисинский с/с был переименован в Лисинский, Гавриловский — в Кругловский, Горский — в Воробьёвский. Из части Ново-Лисинского с/с был образован Акуловский с/с, из части Лотошинского — Туровский, из части Ушаковского — Мамоновский.
В 1925 году Поречьенский с/с был переименован в Высочковский, Кругловский — в Гавриловский, Воробьёвский — в Орешковский, Лисинский — в Старо-Лисинский.
В 1927 году Мамоновский с/с был переименован в Астреневский.
По данным 1926 года в деревнях Акулово, Воробьёво, Высочки, Горы Мещёрские, Круглово, Ново-Лисино, Старо-Лисино, Мамоново, Никифорово, Новошино, Орешково, Ушаково имелись школы. В селе Лотошино размещались агрономический пункт, больница, библиотека, изба-читальня и почтово-телеграфное агентство.
В ходе реформы административно-территориального деления СССР в 1929 году Лотошинская волость была упразднена, а её территория вошла в состав Лотошинского района.